# 경상북도교육청 안동도서관
경상북도교육청 안동도서관(Andong Public Library)은 경상북도 안동시 소재의 도서관이다.

## 연혁
경상북도교육청 안동도서관은 1991년 8월 2일에 경상북도립안동도서관으로 개관했다. 2018년 1월 1일에 "경상북도교육청 안동도서관"으로 명칭이 변경되었다.

## 수상
- 2004년 10월 14일 제10회 독서문화상 국무총리상[4][5][6]
- 2008년 12월 12일 전국도서관운영평가 문화체육관광부장관상[7][8]
- 2009년 10월 28일 전국도서관운영평가 문화체육관광부장관상[9][10]
- 2011년  2월 28일 한국도서관협회 한국도서관상
- 2018년 11월 20일 청소년 자원봉사 여성가족부 장관상

### 상패 사진

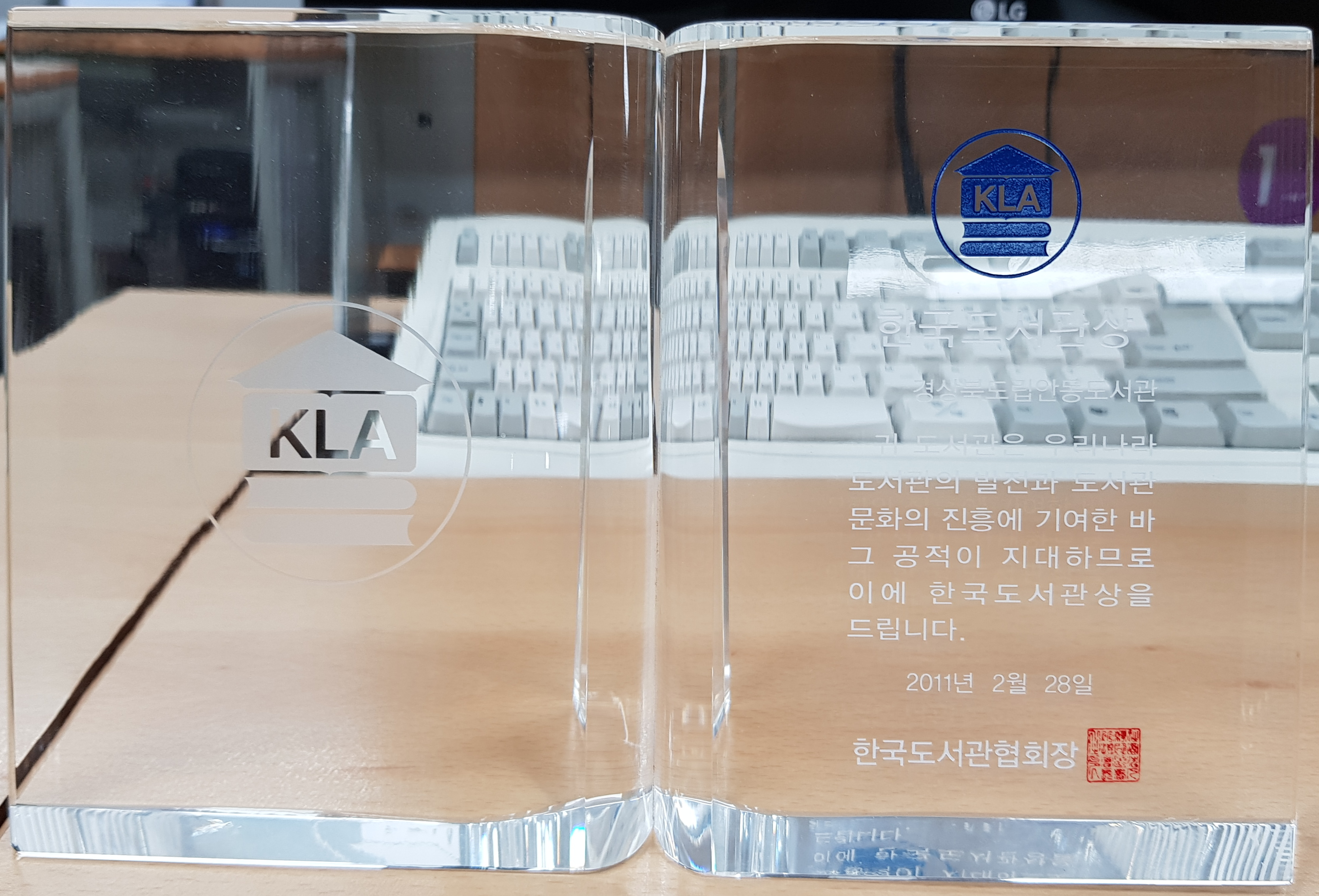
2011년 한국도서관협회 한국도서관상
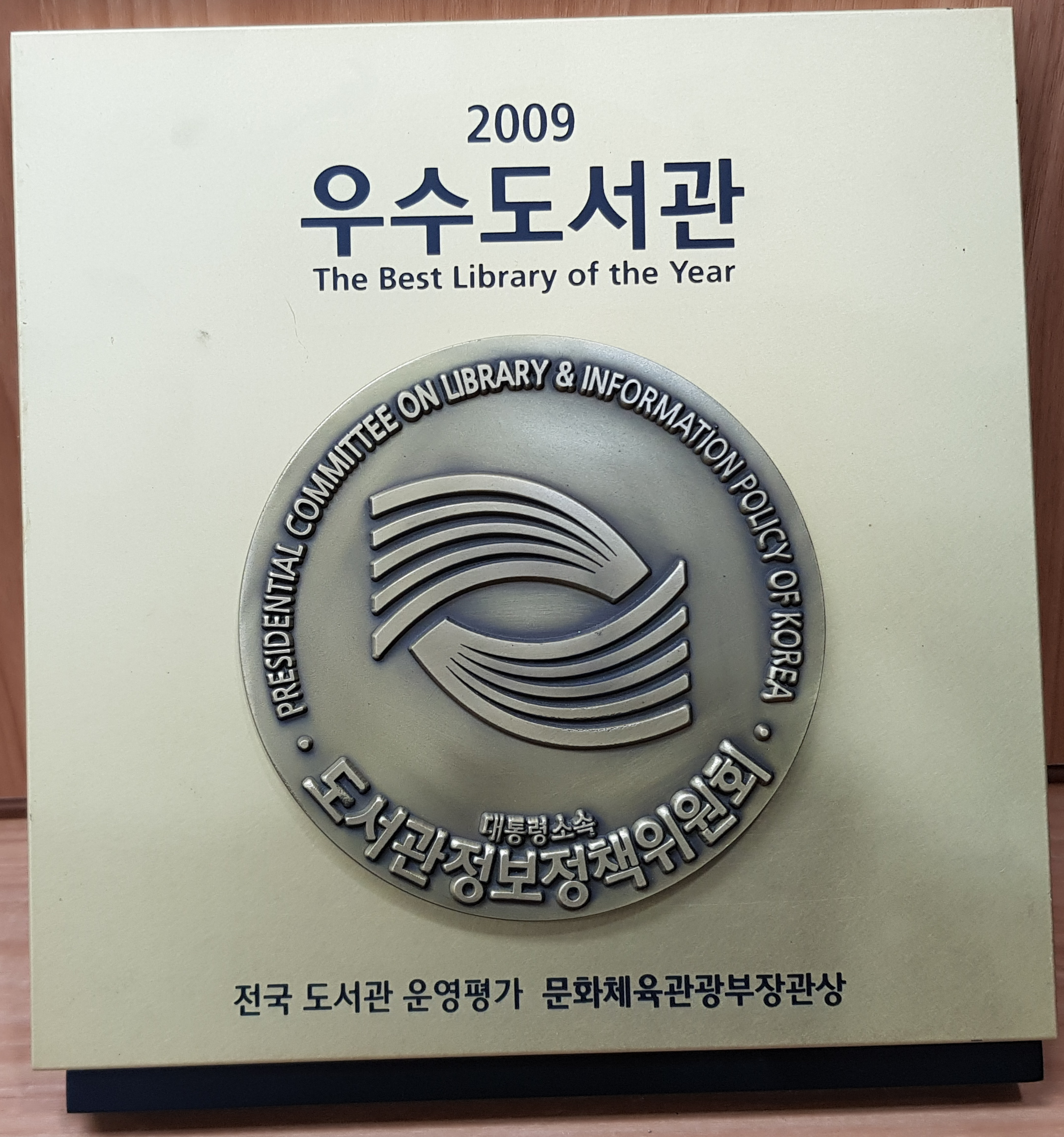
2009년 우수도서관 / 전국도서관 운영평가 문화체육관광부장관상
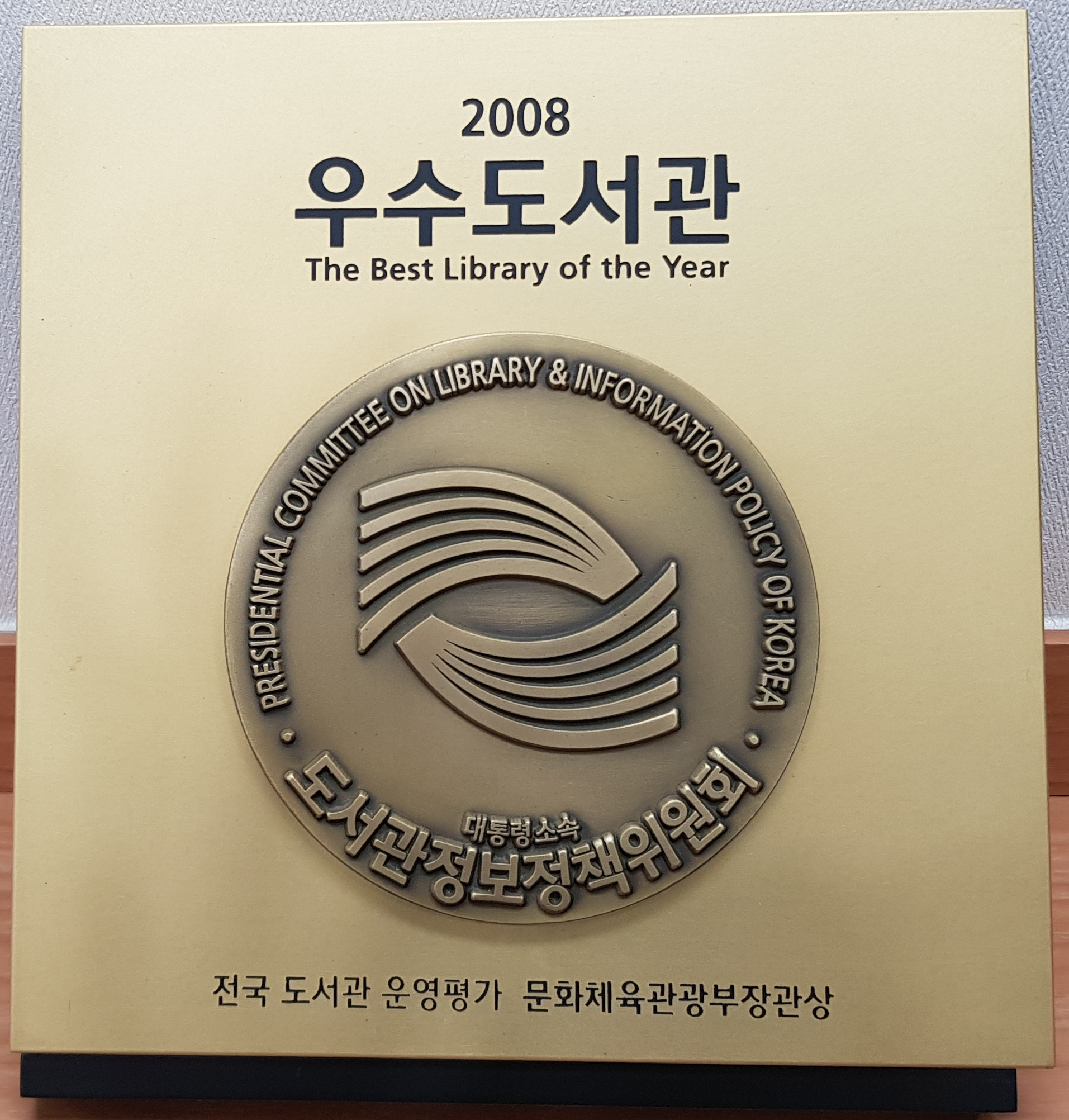
2008년 우수도서관 / 전국도서관 운영평가 문화체육관광부장관상

## 갤러리

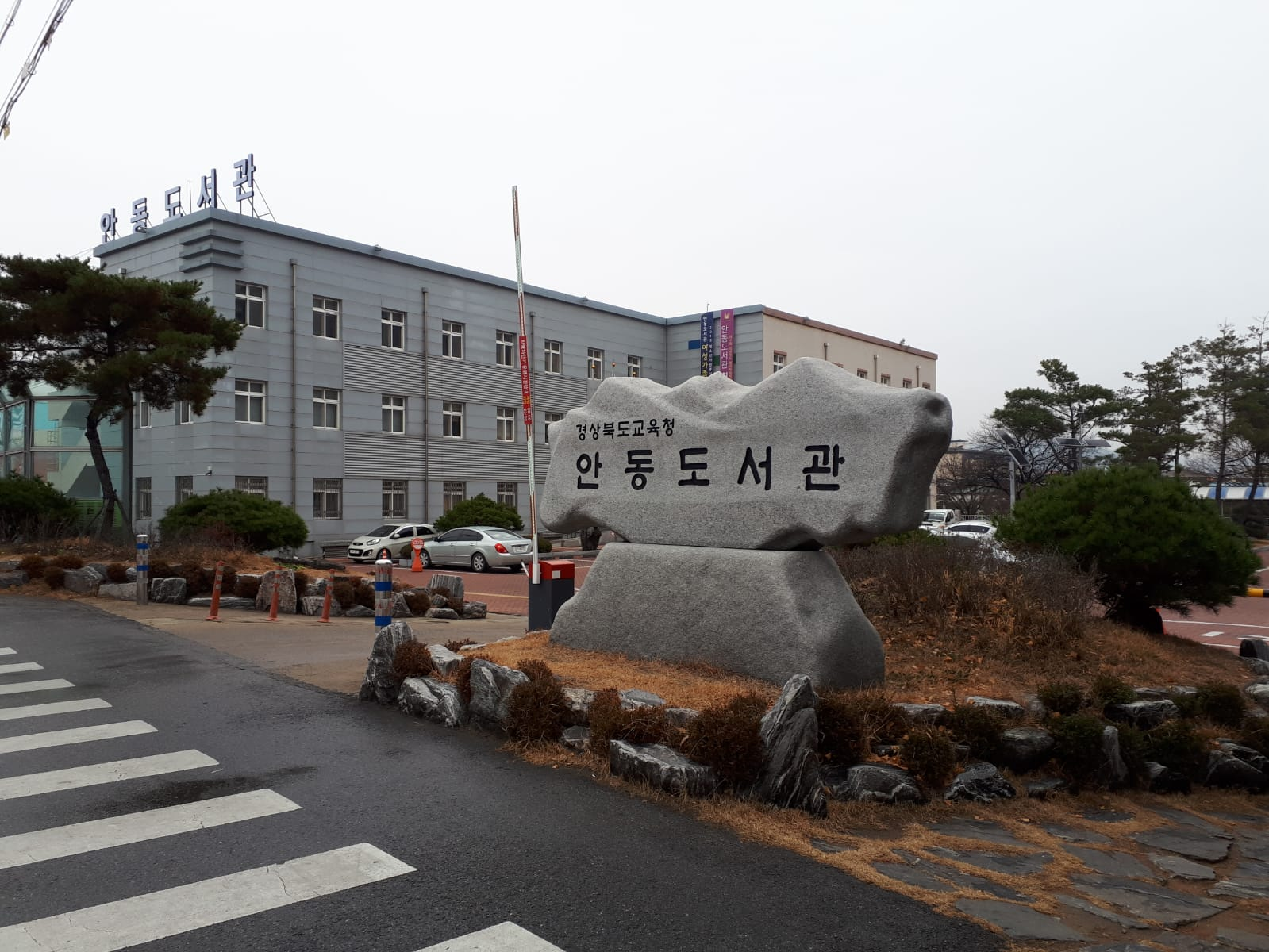
안동도서관 전경
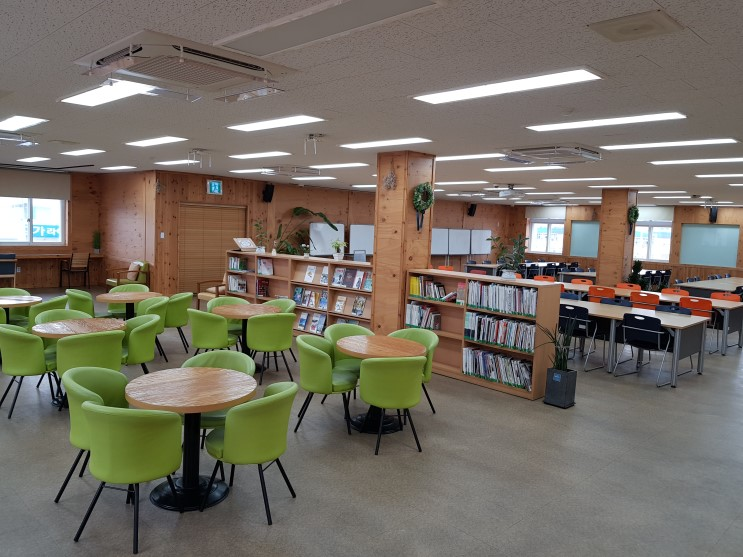
북카페
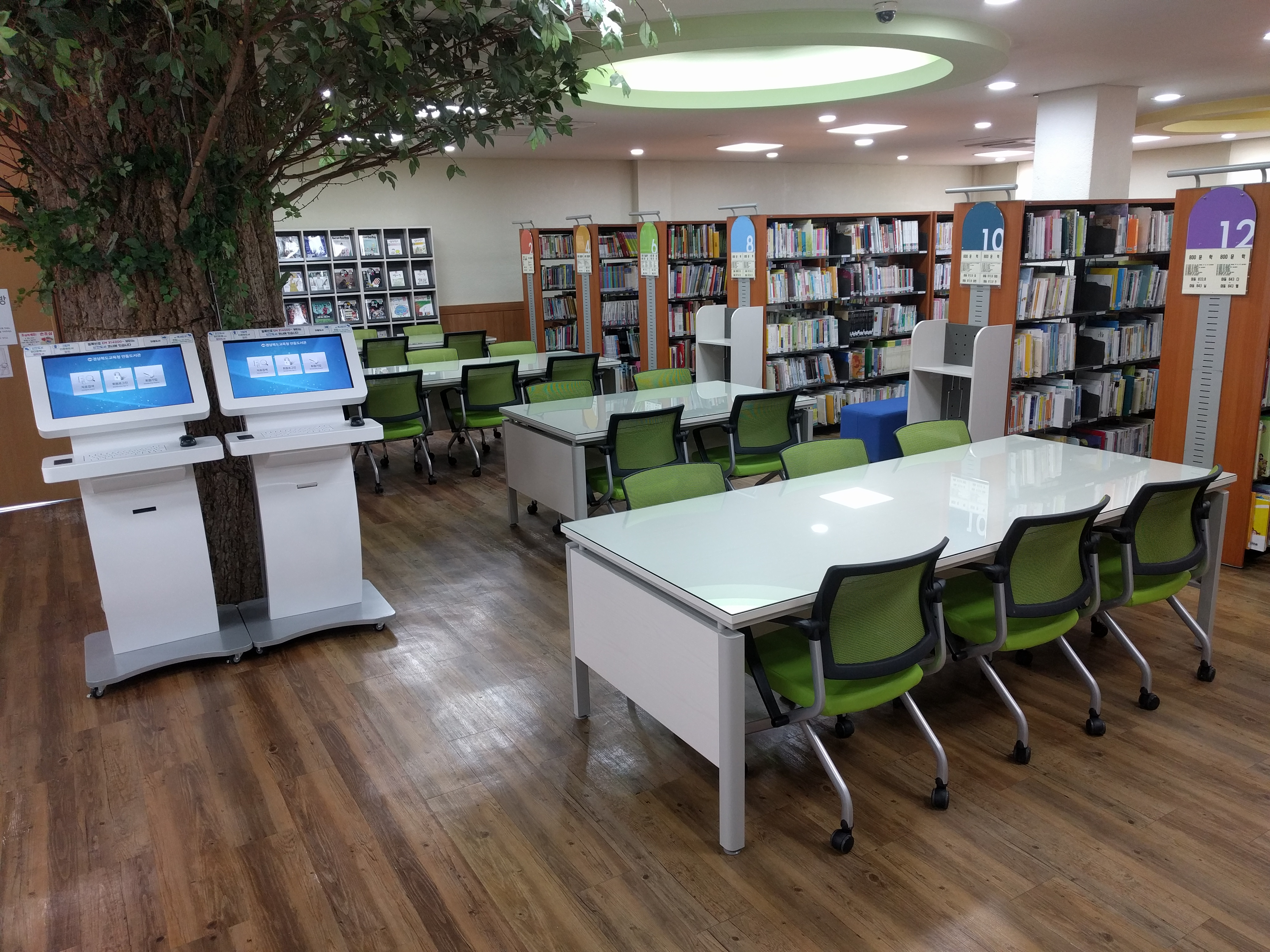
어린이자료실
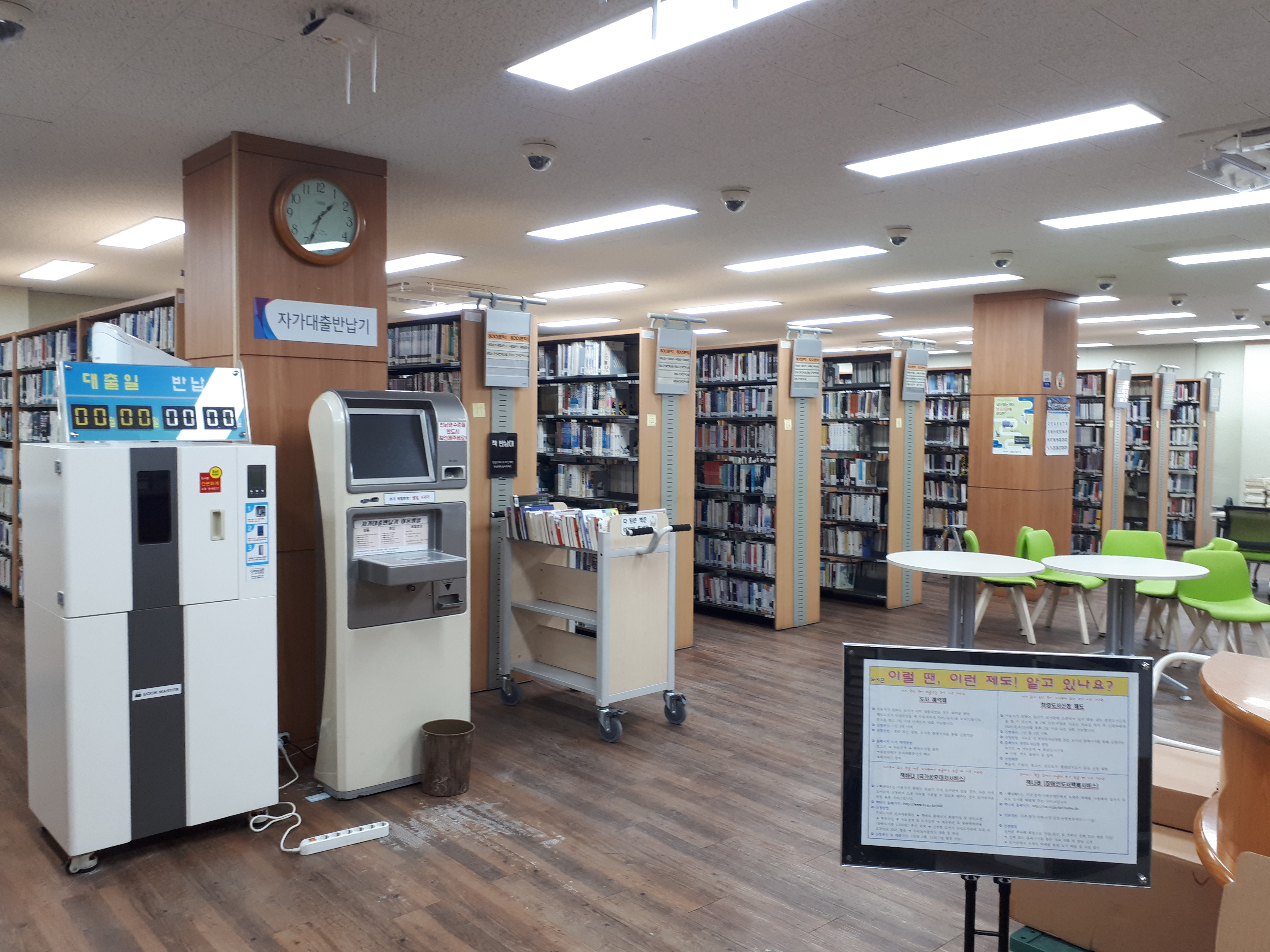
일반자료실
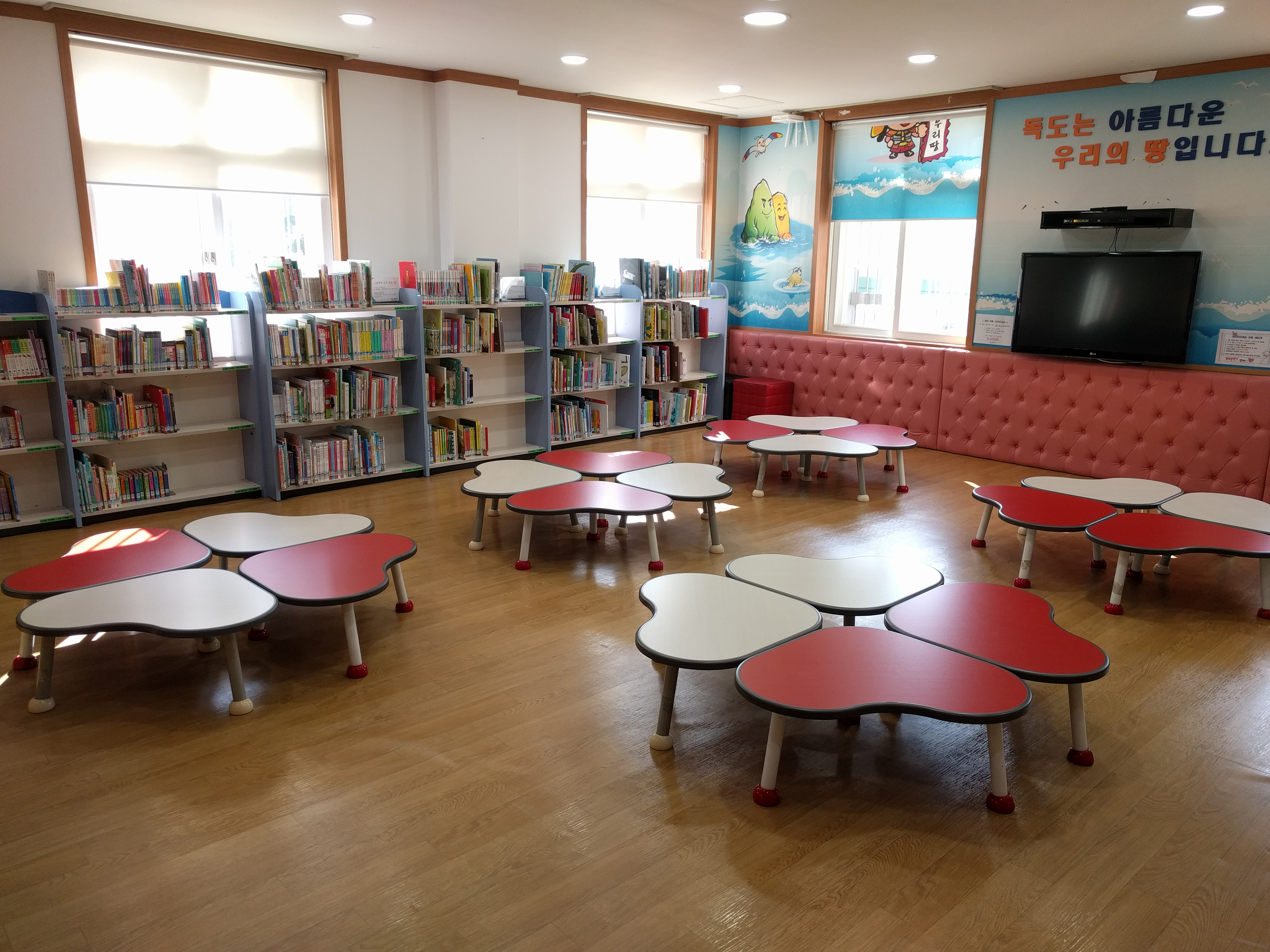
그림책방
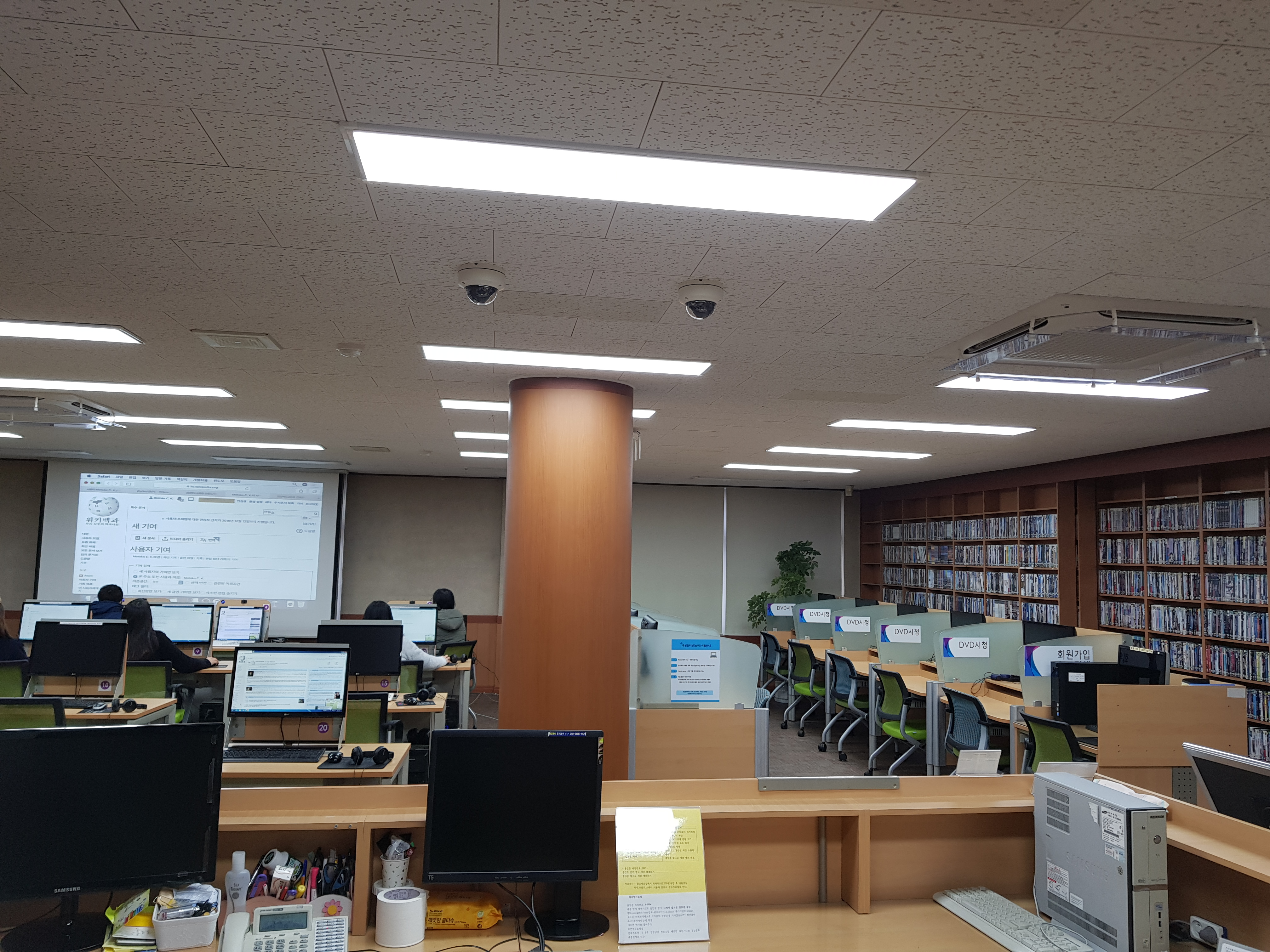
디지털자료실
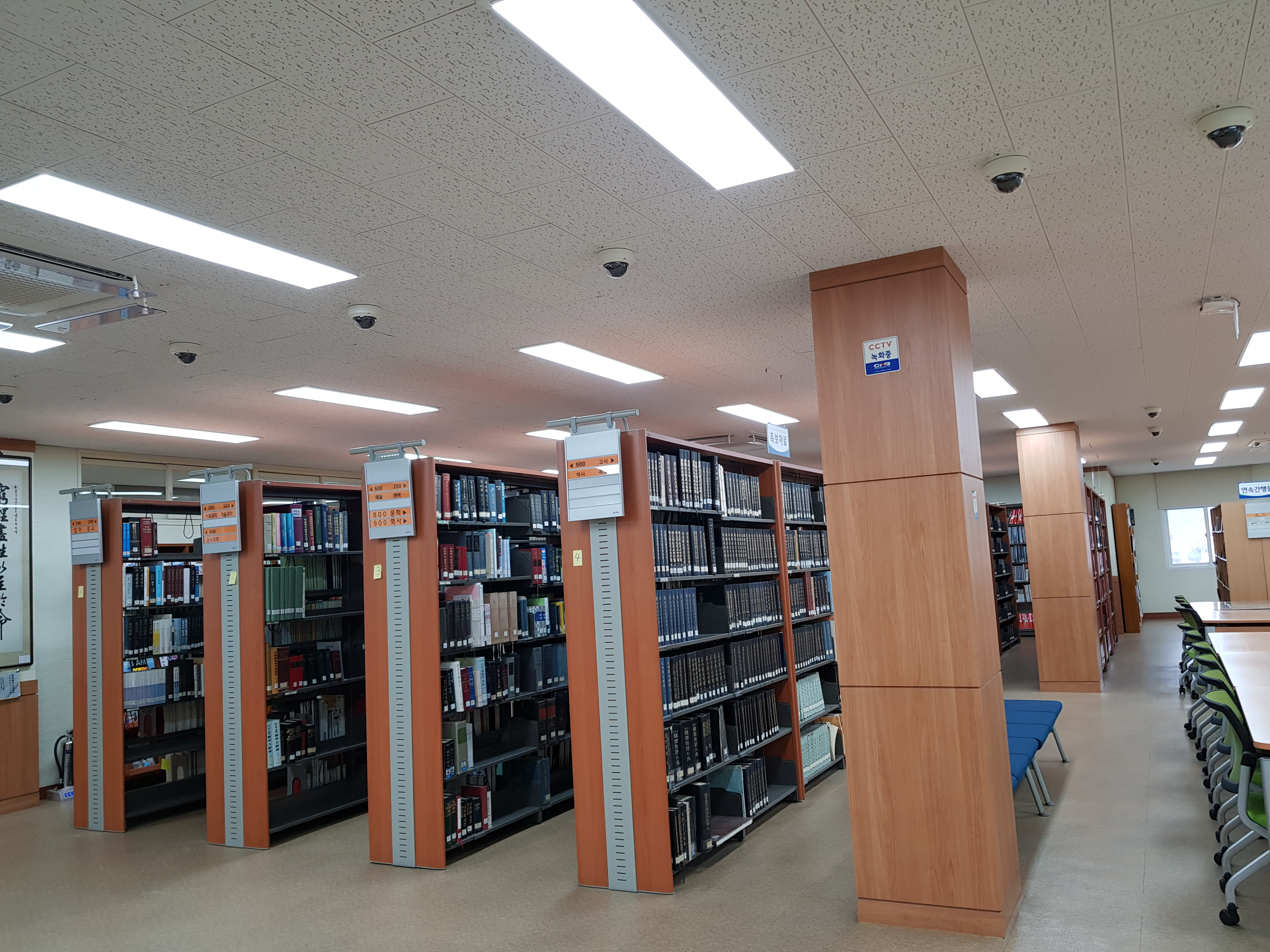
참고자료실